# Hall sportif de Kupittaa
 (avril 2025).
Si vous disposez d'ouvrages ou d'articles de référence ou si vous connaissez des sites web de qualité traitant du thème abordé ici, merci de compléter l'article en donnant les références utiles à sa vérifiabilité et en les liant à la section « Notes et références ».
La Hall sportif de Kupittaa (en finnois : Kupittaan urheiluhalli) est une grande salle polyvalente située dans le quartier Kupittaa à Turku en Finlande.

## Description
Le hall est construit en 1971.
On peut y pratiquer l'athlétisme, le tir sportif et le bowling. 
Le hall possède un gymnase et une piste de 100m et une piste de 170 mètres.